# Psophia leucoptera
Il trombettiere alichiare od agami alibianche (Psophia leucoptera von Spix, 1825) è un uccello della famiglia degli Psofiidi originario delle regioni occidentali dell'Amazzonia.

## Descrizione

### Dimensioni
Misura 45-52 cm di lunghezza, per un peso di 1280-1440 g nel maschio e di 1180-1320 g nella femmina.

### Aspetto
Questa specie presenta un piumaggio nero, ad eccezione delle ali bianche alle quali deve il nome. Il becco è giallo e le forti zampe sono grigie. Le ali, fortemente arcuate, vengono sempre tenute lontane dal corpo. Il piumaggio ricade liberamente sulla pelle sottostante. Sulla testa e sul collo il piumaggio appare vellutato, mentre si fa più gonfio sulla schiena. I maschi sono leggermente più grandi delle femmine.

## Biologia
Questi uccelli si aggirano nel sottobosco in piccoli gruppi sotto la guida di un leader. La loro dieta consiste in bacche, frutti caduti, vermi, insetti, in particolare formiche, e anche molluschi. Se qualche pericolo li minaccia, volano sui rami degli alberi più alti o cercano di sfuggire al nemico acorrendo sul terreno. Sono anche buoni nuotatori e cercano pozze d'acqua poco profonde per fare il bagno. Passano la notte tra le cime degli alberi più alti. La loro aspettativa di vita è di circa 10 anni.

### Riproduzione
I maschi di trombettiere alichiare hanno una voce forte, sonora, ronzante e talvolta languida che fanno udire quando si accoppiano. Durante la stagione del corteggiamento, i maschi si pavoneggiano di fronte alle femmine e mettono in mostra il loro magnifico piumaggio scintillante dai riflessi metallici sulla parte anteriore del collo. Solo le femmine di rango più elevato possono accoppiarsi con più maschi. Durante la stagione riproduttiva, che di solito ha luogo in marzo o aprile, la femmina costruisce il nido su alberi non particolarmente alti o semplicemente sul terreno. Esso consiste solo di pochi fili d'erba. La covata comprende da 6 a 10 uova dal guscio ruvido di colore bianco sporco. Il peso di un singolo uovo è di circa 76 grammi. Il periodo di incubazione è di 23 giorni. La cova e l'allevamento dei piccoli sono compito esclusivo della femmina. Dopo la schiusa, i pulcini sono immediatamente indipendenti e si spostano con gli esemplari adulti in cerca di cibo. I giovani esemplari sono ricoperti da un piumaggio fitto e scuro che garantisce loro una migliore mimetizzazione.

## Distribuzione e habitat
I trombettieri alichiare sono diffusi nelle foreste pluviali del Brasile occidentale, del Perù e della Bolivia. Evitano le aree dove la presenza dell'uomo si fa sentire e si ritirano nelle zone incontaminate della giungla.

## Conservazione
Dal momento che questa specie è in lento declino, viene classificata come «prossima alla minaccia» (Near Threatened) dalla IUCN. Le ragioni di questo sono da attribuirsi alla caccia, al disboscamento e alla conversione del suo habitat in terreni agricoli. Per proteggere la specie, sono state istituite diverse aree protette nel suo habitat.

## Rapporti con l'uomo
Gli indigeni locali tengono con loro questi animali perché apprezzano il loro canto. Inoltre, con i loro forti richiami, segnalano la presenza di potenziali pericoli come gli animali feroci.